# Pottia bickertonii
Pottia bickertonii là một loài rêu trong họ Pottiaceae. Loài này được R. Br. bis mô tả khoa học đầu tiên năm 1894.
Danh pháp khoa học của loài này chưa được làm sáng tỏ. 